# ないものねだりのI Want You
「ないものねだりのI Want You」（ないものねだりのアイ・ウォント・ユー）は、1986年12月10日にリリースされたC-C-Bの9枚目のシングル。
1987年2月1日発売の12インチ・シングルについてはないものねだりのI Want You 〜ゼイ肉Mixを参照。

## 解説
「Romanticが止まらない」、「空想Kiss」に続き、TBS系連続ドラマ「毎度おさわがせします」（第3シリーズ）の主題歌に使用される（第1話から第9話まで。第10話よりヒロイン役の立花理佐のデビュー曲「疑問」が2代目主題歌となる）。
TBS系連続ドラマ『パパはニュースキャスター』第2話（1987年1月16日放送）に本人役でゲスト出演した際、本曲を演奏した（ただしドラマの演出上、途中でストップされる）。
メイン・ボーカルは渡辺英樹、関口誠人、笠浩二。1987年4月6日の関口脱退後は田口智治が主に関口のボーカルパートを担当した。
バンド唯一のオリコンチャート1位獲得作品である。
歌謡曲というジャンルで初めてラップを取り入れた楽曲と評されることがあるが、実際には1984年リリースの吉幾三の「俺ら東京さ行ぐだ」、1985年リリースの風見慎吾の「BEAT ON PANIC」・田原俊彦の「It's BAD」などの方が先である。

## 収録曲
| 全作曲: 筒美京平、全編曲: 大谷和夫、C-C-B。 |                                |          |            |      |
| #                                           | タイトル                       | 作詞     | 作曲・編曲 | 時間 |
| 1.                                          | 「ないものねだりのI Want You」 | 松本隆   | 筒美京平   | 4:06 |
| 2.                                          | 「霧のミステイク」             | 川村真澄 | 筒美京平   | 3:13 |

## カバー
ないものねだりのI Want You
- アルヴィン・コック（中国語: 郭小霖） - 香港の歌手・作曲家。1987年のアルバム『郭小霖』に収録。歌詞は広東語でタイトルは「午夜人狼」。
- 安藤裕子 - トリビュートカバーアルバム『風街であひませう』（2015年）収録[2][3]。

## 引用など
- 「うる星やつら」の最終話シリーズ『ボーイ・ミーツ・ガール』全11話に、ヒット曲のタイトルがサブタイトルとして付けられており、第10話目（コミックス34巻に収録）に「ないものねだりのI Want You」のタイトルが採用されている。